# Зимові Олімпійські ігри 1994
Зимові Олімпійські ігри 1994 або XVII Олімпійські зимові ігри — міжнародне змагання із зимових видів спорту, що проходило з 12-го по 27-е лютого в норвезькому місті Ліллегаммері під егідою Міжнародного олімпійського комітету.
Ця зимова Олімпіада вперше проводилася не у той самий рік, що й відповідна літня Олімпіада, тобто лише через два роки після попередньої альбервільської.
Ліллехамерська Олімпіада була першою, в якій брала участь українська команда. Фігуристка Оксана Баюл стала першою олімпійською чемпіонкою України. А першою медалісткою стала Валентина Цербе, біатлоністка, яка завоювала бронзову медаль в гонці на 7,5 км.

## Учасники
| - Американське Самоа (2) - Андорра (6) - Аргентина (10) - Вірменія (2) - Австралія (25) - Австрія (80) - Білорусь (33) - Бельгія (5) - Бермуди (1) - Боснія і Герцеговина (10) - Бразилія (1) - Болгарія (17) - Канада (95) - Чилі (3) - Китай (24) - Хорватія (3) - Кіпр (1) - Чехія (63) - Данія (4) - Естонія (26) - Фіджі (1) - Фінляндія (61) - Франція (98) - Грузія (5) - Німеччина (112) - Велика Британія (32) - Греція (9) - Угорщина (16) - Ісландія (5) - Ізраїль (1) - Італія (104) - Ямайка (4) - Японія (57) - Казахстан (29) - Південна Корея (21) - Киргизстан (1) - Латвія (27) - Ліхтенштейн (10) - Литва (6) - Люксембург (1) - Мексика (1) - Молдова (2) - Монако (5) - Монголія (1) - Нідерланди (21) - Нова Зеландія (7) - Норвегія (88) - Польща (28) - Португалія (1) - Пуерто-Рико (5) - Румунія (23) - Росія (113) - Сан-Марино (3) - Сенегал (1) - Словаччина (42) - Словенія (22) - ПАР (2) - Іспанія (13) - Швеція (84) - Швейцарія (59) - Китайський Тайбей (2) - Тринідад і Тобаго (2) - Туреччина (1) - Україна (37) - США (147) - Узбекистан (7) - Американські Віргінські Острови (8) |

## Медальний залік
Топ-10 неофіційного національного медального заліку:
| Місце | Країна         | Золото | Срібло | Бронза | Загалом |
| ----- | -------------- | ------ | ------ | ------ | ------- |
| 1     | Росія          | 11     | 8      | 4      | 23      |
| 2     | Норвегія       | 10     | 11     | 5      | 26      |
| 3     | Німеччина      | 9      | 7      | 8      | 24      |
| 4     | Італія         | 7      | 5      | 8      | 20      |
| 5     | США            | 6      | 5      | 2      | 13      |
| 6     | Південна Корея | 4      | 1      | 1      | 6       |
| 7     | Канада         | 3      | 6      | 4      | 13      |
| 8     | Швейцарія      | 3      | 4      | 2      | 9       |
| 9     | Австрія        | 2      | 3      | 4      | 9       |
| 10    | Швеція         | 2      | 1      | 0      | 3       |